# ブルーフィッシュ (原子力潜水艦)
|           |                                   |
| 艦歴      |                                   |
| 発注:     | 1966年7月15日                     |
| 起工:     | 1968年3月13日                     |
| 進水:     | 1970年1月10日                     |
| 就役:     | 1971年1月8日                      |
| 退役:     | 1996年5月31日                     |
| 除籍:     | 1996年5月31日                     |
| その後:   | 原子力艦再利用プログラム          |
| 性能諸元  |                                   |
| 排水量:   | 基準：3,984トン、 満載：4,278トン |
| 全長:     | 88 m (289 ft)                     |
| 全幅:     | 9.7 m (32 ft)                     |
| 吃水:     | 8.8 m (29 ft)                     |
| 機関:     | S5W reactor                       |
| 最大速:   |                                   |
| 乗員:     | 士官14名、兵員95名                |
| 兵装:     | 21インチ魚雷発射管4基             |
| モットー: |                                   |

ブルーフィッシュ (USS Bluefish, SSN-675) は、アメリカ海軍のスタージョン級原子力潜水艦の26番艦。艦名は海水魚のオキスズキに因んで命名された。その名を持つ艦としてはガトー級潜水艦11番艦(SS-222)以来2隻目。

## 艦歴
ブルーフィッシュの建造は1966年7月15日にコネチカット州グロトンのジェネラル・ダイナミクス、エレクトリック・ボート社に発注され、1968年3月13日に起工した。1970年1月10日にデヴィッド・パッカード夫人によって命名、進水し、1971年1月8日にリチャード・A・ピーターソン艦長の指揮下就役する。
ブルーフィッシュはリチャード・C・ウェスト艦長の指揮下1996年5月31日に退役し、同日除籍された。ブルーフィッシュはワシントン州ブレマートンで原子力艦再利用プログラムの下処分待機中である。